# Packet Design
 (mars 2024).
Paquet Design est une société de logiciels de gestion des performances réseau basée à Austin, au Texas, reconnue pour sa technique pionnière d'analyse des itinéraires. Cette technologie de surveillance du réseau analyse les protocoles et les structures de routage dans les réseaux IP maillés en participant en tant qu'homologue au réseau pour « écouter » passivement les échanges de protocole de routage de couche 3 entre les routeurs à des fins de découverte, de mappage, de surveillance en temps réel et de diagnostic de routage du réseau.
La société possède des bureaux à San Jose, en Californie, à Austin, au Texas, à Dubaï, aux Émirats arabes unis et à Pune, en Inde. En juin 2018, Ciena a annoncé l'acquisition de Packet Design LLC et la transaction a été clôturée le 2 juillet 2018.

## Histoire
Packet Design, Inc. a été cofondée en 2003 par Judy Estrin et Bill Carrico, responsables de l'informatique en réseau qui ont lancé sept entreprises ensemble au cours de leur carrière. Estrin a été directeur de la technologie chez Cisco Systems de 1998 à 2000, juste avant de fonder l'entreprise.
Packet Design a été acquis par Lone Rock Technology Group, la société de capital-investissement de l'ancien PDG de NetQoS, Joel Trammell, en mars 2013. Avec cette acquisition, Packet Design, Inc. est devenu Packet Design, LLC et Scott Sherwood a été nommé PDG.
Depuis plusieurs années, Hewlett Packard proposait des versions sous licence OEM des produits Packet Design intégrés à leur HP Network Node Manager appelé HP Route Analytics Management Software (RAMS),. Packet Design a mis fin à l'accord et les clients RAMS bénéficient désormais du support de Packet Design ,